# Pedro de Sada Valles
Pedro de Sada Valles (Corella, Reino de Navarra, Monarquía Hispánica 23 de enero de 1621 - Corella, Reino de Navarra, Monarquía Hispánica 13 de septiembre de 1699) fue un militar y caballero de la Orden de Santiago que ejerció como alcalde mayor de San Salvador (desde 1663 a 1668), alcalde ordinario y corregidor del valle de Santiago de Guatemala (en 1670), y corregidor de la provincia de San Miguel de Piura y puerto de Paita (en el Virreinato del Perú, de 1680 a 1686).

## Biografía
Pedro de Sada Valles nació el 23 de enero de 1621 en Corella, Reino de Navarra de la Monarquía Hispánica, siendo hijo de Pedro de Sada y Mariana Valles; se casaría con María Josefa Yáñez de Barnuevo, y tendría una hija llamada Juana de Sada Valles.
Se dedicaría a la carrera militar y participaría en la batalla de Ciboure y en el sitio de Fuenterrabía durante la Guerra franco-española (1635-1659); asimismo, fue cuatro veces teniente de alcalde de su natal Corella, y también mandó a Pamplona (capital del reino de  Navarra) muchos soldados fugitivos que serían enviados a combatir al Principado de Cataluña.
El 22 de abril de 1662 el rey Felipe IV lo designó como alcalde mayor de San Salvador; el 4 de julio de ese mismo año, se embarcaría junto con su esposa e hija hacia el continente americano; llegaría a Guatemala a fines de ese año, donde el 14 de diciembre el presidente-gobernador y capitán general de Guatemala Martín Carlos de Mencos le daría el título de teniente de capitán general de dicha alcaldía mayor; tomando posesión de su cargo a principios de 1663.
El 21 de abril de 1666, debido a que se había recibido noticias sobre la presencia de piratas en la costa del Reino de Tierra Firme (actual República de Panamá), el presidente-gobernador y capitán general de Guatemala Martín Carlos de Mencos le ordenó movilizar y alistar las milicias de la alcaldía mayor ante cualquier eventualidad. Posteriormente, el 29 de abril de ese año, Sada Velles ordenó al sargento mayor de la provincia de San Miguel que alistase las tropas de esa región para socorrer a la gobernación de Nicaragua (cuyo territorio a la orilla del río San Juan y la ciudad de Granada estaba siendo atacado por el corsario holandés Eduard Mansvelt.
El 14 de septiembre de 1667, previno al sargento mayor de San Miguel para que estuviese listo con las tropas ante cualquier ocasión debido al ataque a Puerto Caballos y San Pedro Sula (en la gobernación de Honduras) por parte del pirata francés François l'Olonnais; e igualmente, en junio de 1668, cuando embarcaciones piratas asediaban los barcos del puerto de Trujillo, enviaría tropas de San Salvador y San Vicente a socorrer dicho puerto. Por otro lado, en el año de 1667 sería publicada en la ciudad de Santiago de Guatemala la célebre obra poética "La Thomasiada" de fray Diego Sáenz Ovecuri e impresa por José de Pineda Ibarra, que dicho autor se la dedicó a Pedro de Sada Valles.
Ejercería el cargo de alcalde mayor hasta finales de 1668, luego de lo cual se trasladaría a residir a la ciudad de Santiago de Guatemala, en donde en ese mismo año ejercería como alcalde ordinario y corregidor del Valle de dicha ciudad.
El 7 de mayo de 1672 presentaría una relación de méritos ante el concejo de Indias, en el que pedía al rey que se le hiciera merced de algún otro cargo en el continente americano; luego, en abril de 1674 se le concedería el hábito de la Orden de Santiago.
El 4 de agosto de 1677 el rey Carlos II le designaría como corregidor de la provincia de San Miguel de Piura y puerto de Paita (en el Virreinato del Perú); tomando posesión de dicho cargo en 1680. En donde incursionaría en el negocio de elaboración de jabón, obligando a los indígenas que sólo le vendiesen a él la lejía para la elaboración de ese producto.
Desempeñaría el cargo de corregidor hasta el año de 1686, luego de lo cual regresaría a su natal Corella, donde fallecería el 13 de septiembre de 1699, siendo sepultado en Cervera del Río Alhama.